# スロベニアの都市の一覧

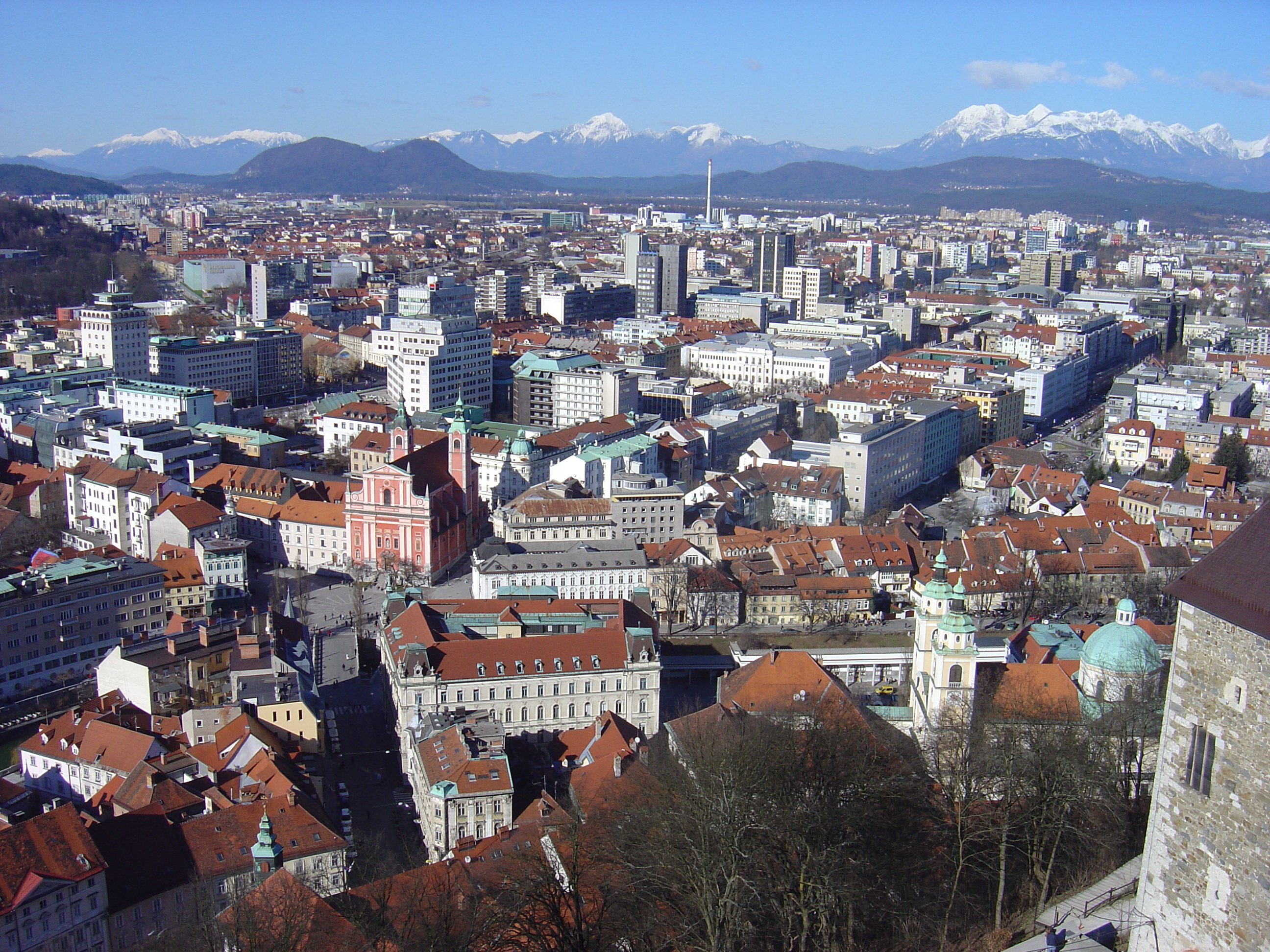
リュブリャナ

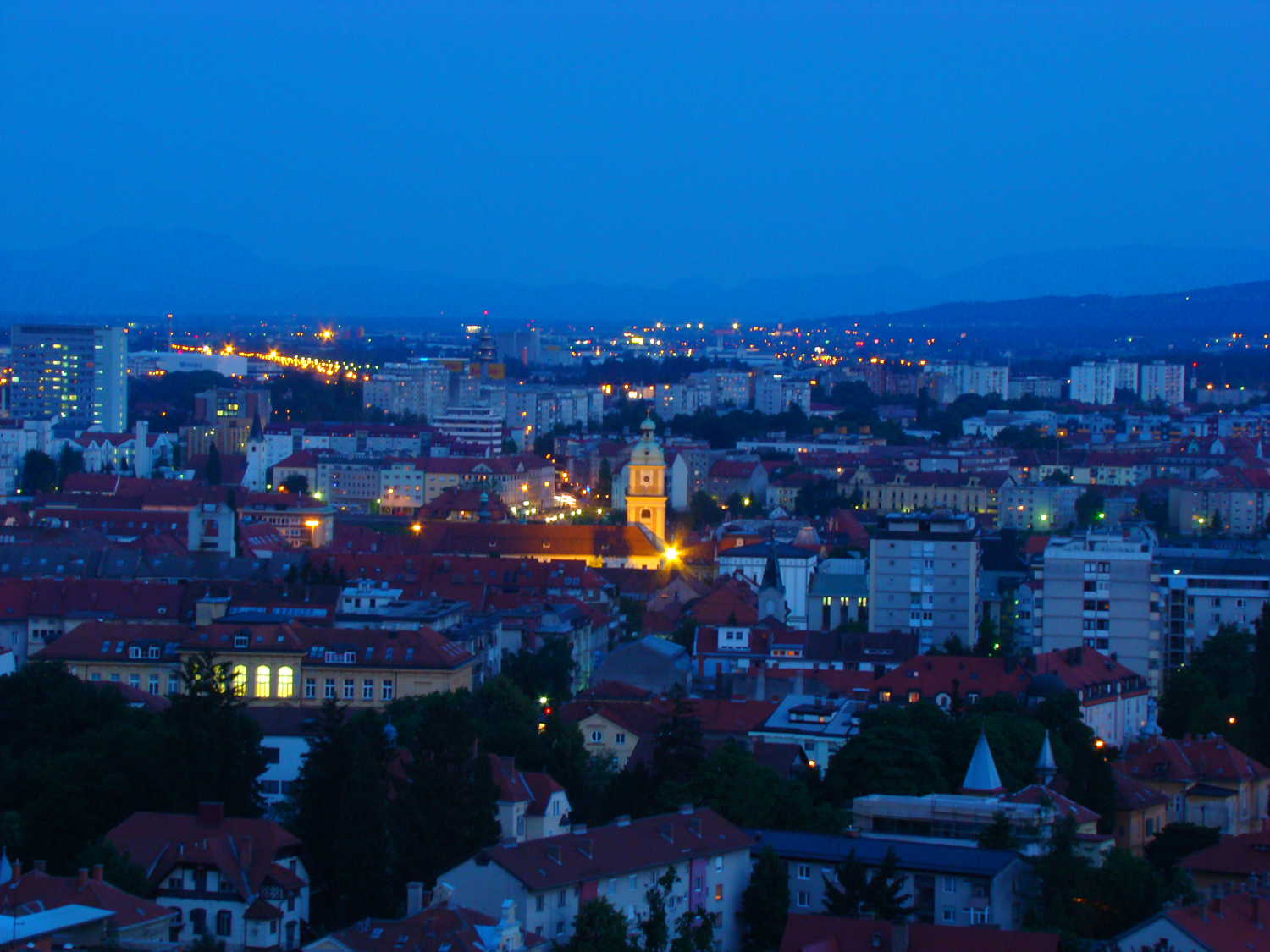
マリボル

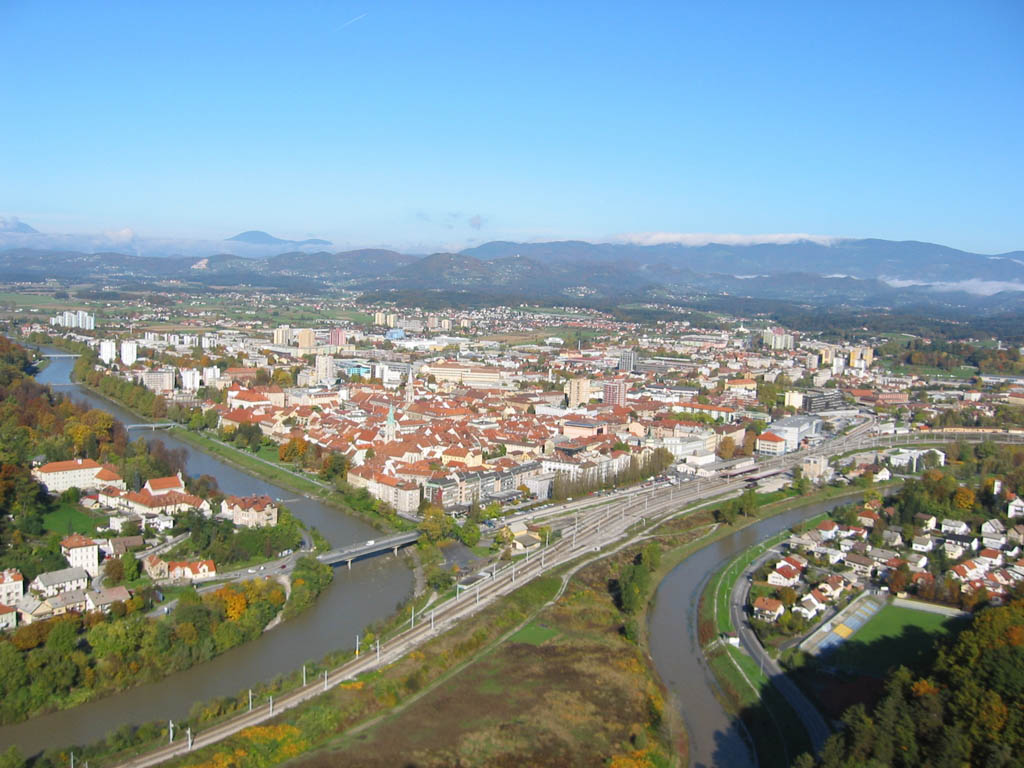
ツェリェ

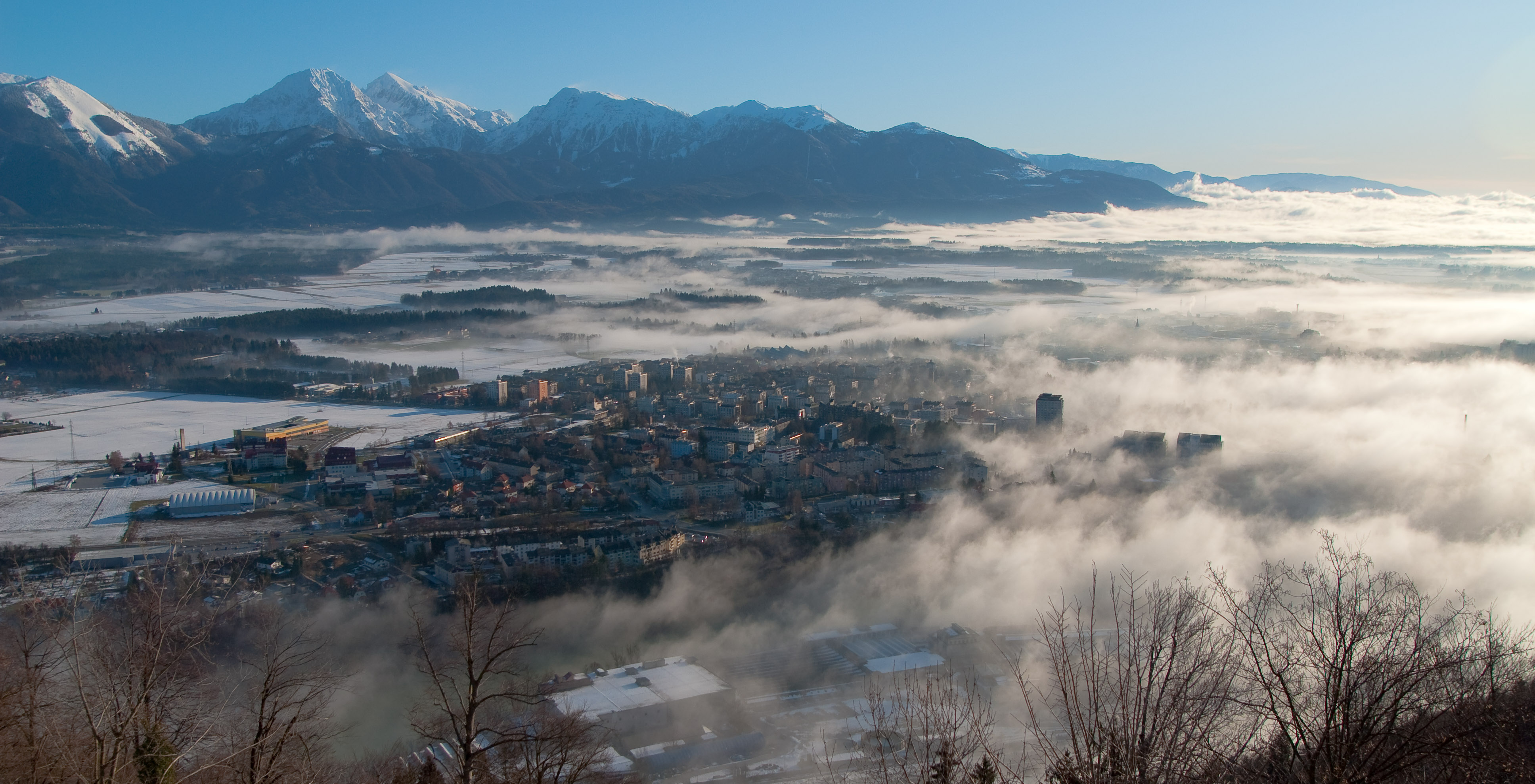
クラーニ

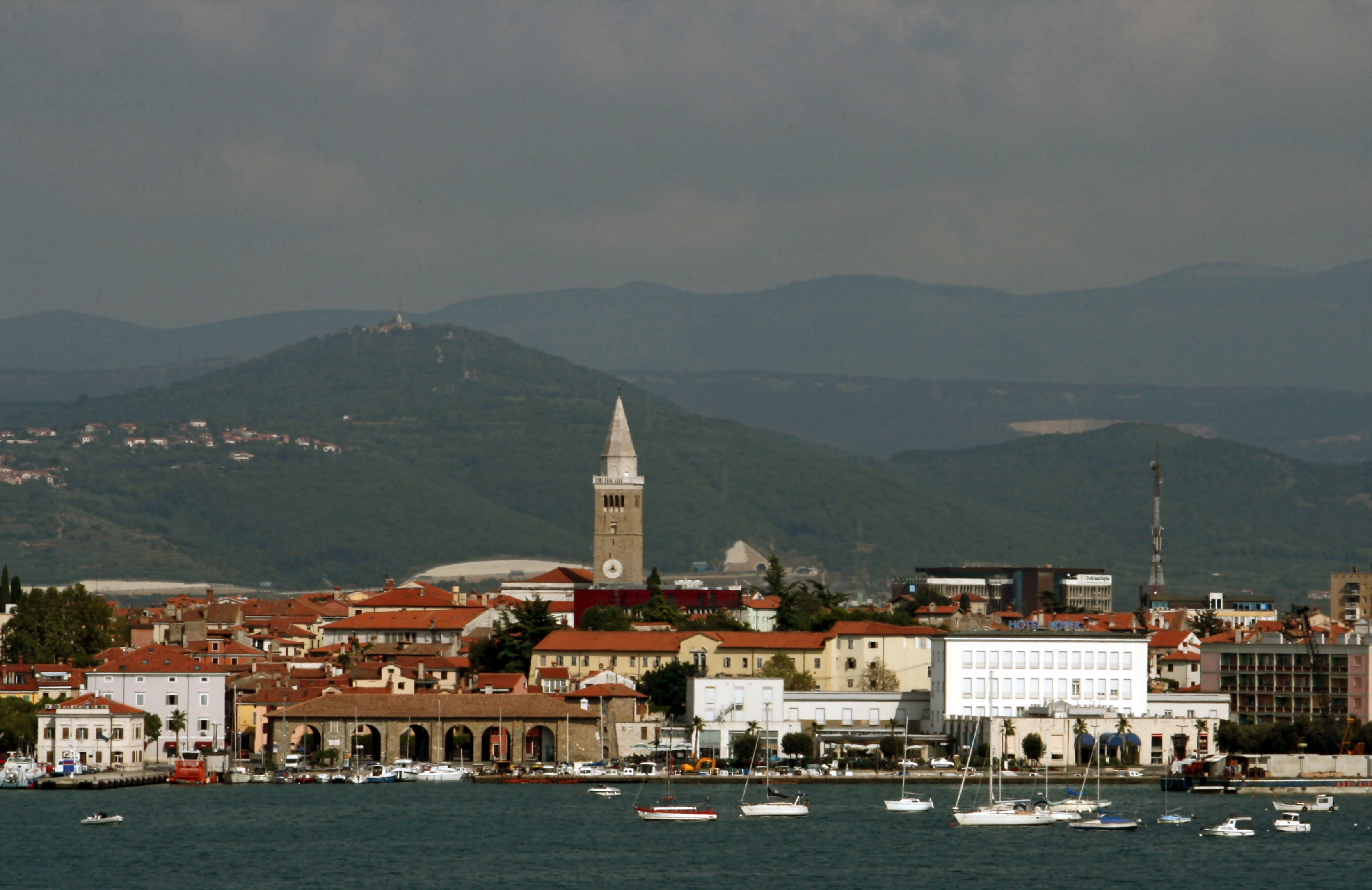
コペル

この一覧は、スロベニアの都市の一覧である。なお、特別市は太字で示した。

## 人口上位10都市(2015年)
| 順位 | 都市           | スロベニア語 | 人口    | 地方               |
| ---- | -------------- | ------------ | ------- | ------------------ |
| 1.   | リュブリャナ   | Ljubljana    | 278,789 | 中央スロベニア地方 |
| 2.   | マリボル       | Maribor      | 111,170 | ドラヴァ地方       |
| 3.   | ツェリェ       | Celje        | 37,540  | サビンジャ地方     |
| 4.   | クラーニ       | Kranj        | 37,373  | 上カルニオラ地方   |
| 5.   | ヴェレニエ     | Velenje      | 25.333  | サビンジャ地方     |
| 6.   | コペル         | Koper        | 24,996  | 沿岸カルスト地方   |
| 7.   | ノヴォ・メスト | Novo Mesto   | 23,341  | 南東スロベニア地方 |
| 8.   | プトゥイ       | Ptuj         | 17,972  | ドラヴァ地方       |
| 9.   | トルボヴリェ   | Trbovlje     | 14,842  | 中央サヴァ地方     |
| 10.  | カムニーク     | Kamnik       | 13,608  | 中央スロベニア地方 |

## その他の都市
- アイドウシュチナ（Ajdovščina）
- ドムジャレ（Domžale）
- イゾラ（Izola）
- イェセニツェ（Jesenice）
- コバリード（Kobarid）
- クルシュコ（Krško）
- ムルスカ・ソボタ (Murska Sobota)
- ノヴァ・ゴリツァ (Nova Gorica)
- ピラン（Piran）
- ポストイナ（Postojna）
- スロヴェニ・グラデツ (Slovenj Gradec)
- スロヴェンスカ・ビストリツァ（Slovenska Bistrica）
- スロヴェンスケ・コニツェ（Slovenske Konjice）
- シェントユル・プリ・ツェリュ（Šentjur pri Celju）
- シュコーフィア・ロカ（Škofja Loka）
- トールミン（Tolmin）
- トルボヴリェ（Trbovlje）
- ヴィパーヴァ（Vipava）
- ジャレツ（Žalec）
- ザゴリェ・オプ・サヴィ（Zagorje ob Savi）

### ドイツ語との地名対照表
スロベニアの都市のほとんど全てはドイツ語、西部ではイタリア語（特にプリモルスカ地方、ゴレンスカ地方）、プリモルスカでフリウリ語、プレクムリェ地方（ムラメンテ）でハンガリー語などの名称を持つ。
- slovar krajev (地名対応表)
- nemška imena[リンク切れ]
- parsimony[リンク切れ]
- druga svetovna vojna[リンク切れ]

### その他
- lettere al direttore[リンク切れ]
- Alloggi turistici[リンク切れ]
- Kitzbuehel.co.uk （イタリア語、ドイツ語）[リンク切れ]
- lintver.it（イタリア語、苗字対応表）
- nomi localita italiano luglio （イタリア語、PDF）[リンク切れ]
- gloss （イタリア語）[リンク切れ]
- ruse （イタリア語）[リンク切れ]